# Đắk Ru
Đắk Ru là một xã thuộc huyện Đắk R'lấp, tỉnh Đắk Nông, Việt Nam.

## Địa lý
Xã Đắk Ru nằm ở phía tây huyện Đắk R'lấp, có vị trí địa lý:
- Phía đông giáp các xã Quảng Tín và Đắk Sin
- Phía tây giáp tỉnh Bình Phước
- Phía nam giáp xã Hưng Bình
- Phía bắc giáp huyện Tuy Đức.

Xã có diện tích 67,12 km², dân số năm 2006 là 8.658 người, mật độ dân số đạt 129 người/km².

## Lịch sử
Xã Đắk Ru được thành lập vào ngày 29 tháng 8 năm 2003 trên cơ sở 8.969 ha diện tích tự nhiên và 6.537 người của xã Quảng Tín.
Ngày 22 tháng 11 năm 2006, Chính phủ ban hành Nghị định 142/2006/NĐ-CP. Theo đó:
- Thành lập xã Đắk Ngo trên cơ sở điều chỉnh 2.249 ha diện tích tự nhiên của xã Đắk Ru, 14.537 ha diện tích tự nhiên và 3.029 người của xã Quảng Tín
- Chuyển xã Đắk Ngo về huyện Tuy Đức mới thành lập.

Sau khi điều chỉnh địa giới hành chính, xã Đắk Ru còn lại 6.712 ha diện tích tự nhiên và 8.658 người.